# Gueldenstaedtia harmsii
Gueldenstaedtia harmsii är en ärtväxtart som beskrevs av Oskar Eberhard Ulbrich. Gueldenstaedtia harmsii ingår i släktet Gueldenstaedtia och familjen ärtväxter. Inga underarter finns listade i Catalogue of Life.